# Clistoabdominalis scintillatus
Clistoabdominalis scintillatus är en tvåvingeart som beskrevs av Skevington 2001. Clistoabdominalis scintillatus ingår i släktet Clistoabdominalis och familjen ögonflugor. Inga underarter finns listade i Catalogue of Life.